# Công ty Cổ phần Bóng đèn Điện Quang
Công ty Cổ phần Bóng đèn Điện Quang (Dien Quang Lamp Joint Stock Company (mã trên HOSE: DQC) là một công ty sản xuất kinh doanh các giải pháp, sản phẩm và dịch vụ trong lĩnh vực chiếu sáng và thiết bị điện tại Việt Nam.

## Lịch sử
Năm 1973: Thành lập.
Năm 1979: Thành lập nhà máy Bóng Đèn Điện Quang trên cơ sở sáp nhập các đơn vị:
- Xí nghiệp Đèn Ống (Biên Hòa).
- Xí nghiệp Ống Thủy tinh (Biên Hòa).
- Xí nghiệp Đèn tròn (TP. HCM).

Năm 1989: Bộ Công nghiệp nhẹ quyết định thành lập Xí nghiệp Liên hợp Bóng đèn Điện Quang trên cơ sở nhà máy Bóng đèn Điện Quang trực thuộc liên hiệp xí nghiệp sành sứ thủy tinh II.
Năm 1991: Bộ Công nghiệp nhẹ đổi tên Xí nghiệp Liên hợp Bóng đèn Điện Quang thành Công ty Bóng đèn Điện Quang.
Năm 1997: Điện Quang bắt đầu gia nhập thị trường xuất khẩu.
Năm 2000: Bắt đầu sản xuất bóng đèn Compact tiết kiệm điện.
Năm 2005: Cổ phần hóa - Chuyển đổi thành Công ty Cổ phần Bóng Đèn Điện Quang.
Năm 2007: Nắm bắt xu thế chiếu sáng hiện đại và xu thế tiêu dùng mới Điện Quang bắt đầu nghiên cứu và đầu tư dây chuyền sản xuất đèn LED.
Năm 2008:
- Ký kết hợp đồng liên doanh với Tập đoàn dầu khí công nghiệp Venezuela để xây dựng khu liên hợp sản xuất bóng đèn tiết kiệm điện tại Venezuela.
- Chính thức niêm yết cổ phiếu công ty tại sản giao dịch chứng khoán TP. HCM (HSX) mã chứng khoán là DQC

Năm 2012: Khu Liên hợp Sản xuất Bóng đèn tiết kiệm điện Vietven chính thức đi vào hoạt động
Năm 2013: Công ty Cổ phần Bóng đèn Điện Quang kỷ niệm 40 năm hình thành và phát triển, đón nhận huân chương Độc Lập Hạng Nhì.

## Thành tích, chứng nhận
- Huân chương Độc lập hạng Nhì, Ba.
- Huân chương Lao động hạng Nhất, Nhì, Ba.
- Cờ luân lưu của Chính phủ các năm 1997, 1998, 2005, 2006, 2007, 2008, 2009, 2010, 2011, 2012.
- 13 Huy Chương Vàng tại Hội chợ Quốc tế hàng công nghiệp Việt Nam.
- Liên tục 24 năm được người tiêu dùng bình chọn là Hàng Việt Nam chất lượng cao.
- Giải thưởng Business Excellence Award 2006 do các Cơ quan Thương vụ của Việt Nam tại nước ngoài bình chọn.
- Từ năm 2003 đến nay, Điện Quang liên tục được nhận giải thưởng Sao vàng Đất Việt do Trung ương Hội Doanh nghiệp Trẻ Việt Nam trao tặng.
- Năm 2006, Điện Quang được lựa chọn tham gia vào chương trình "20 thương hiệu hạt giống" và chương trình sản phẩm công nghiệp chủ lực TP. HCM do Ủy ban Nhân dân TP. HCM - ITPC tổ chức. Đây là chương trình trọng điểm hướng đến các doanh nghiệp đã có thế mạnh về chiến lược thương hiệu, có thị trường xuất khẩu... để hỗ trợ doanh nghiệp trở thành các đơn vị chủ lực, đầu tàu cho sự phát triển của kinh tế TP.HCM.
- Năm 2008 - 2010 - 2012 - 2014, thương hiệu Điện Quang 4 lần liên tiếp được Chính phủ công nhận là "Thương hiệu Quốc gia", được sử dụng biểu tượng Vietnam Value trong các chương trình xúc tiến thương mại quốc gia tại Việt Nam và trên thế giới.
- Năm 2009, đạt giải thưởng Cúp vàng Thương hiệu - Sản phẩm - Uy tín - Chất lượng. Đồng thời, trong năm Điện Quang được chứng nhận đạt giải thưởng thương hiệu chứng khoán uy tín năm 2009 và danh hiệu Top 100 doanh nghiệp niêm yết hàng đầu Việt Nam dành cho các doanh nghiệp tiêu biểu trên thị trường chứng khoán Việt Nam.
- Năm 2010, sản phẩm Điện Quang được dán nhãn Ngôi sao năng lượng Việt do Bộ công thương cấp chứng nhận sản phẩm tiết kiệm năng lượng.
- Điện Quang đạt giải thưởng Hội nhập kinh tế quốc tế lần 2 do Ủy ban Quốc gia và hợp tác Quốc tế bình chọn, đạt bằng khen của Bộ trưởng Bộ Công thương đã có thành tích xuất sắc trong việc đưa "Hàng Việt Nam về nông thôn"
- Năm 2011, thương hiệu Điện Quang đứng đầu ngành điện chiếu sáng trong Top 500 thương hiệu nổi tiếng do Phòng Thương mại và công nghiệp Việt nam (VCCI) tổ chức.
- Năm 2011-2014, Điện Quang liên tiếp được Bộ Tài nguyên và Môi trường cấp chứng nhận sản phẩm đạt Nhãn Xanh Việt Nam. Hiện nay, Điện Quang là doanh nghiệp duy nhất trong cả nước liên tục 2 lần được công nhận giải thưởng này.
- Năm 2011, Điện Quang đứng trong top 10 dự án khảo sát "500 sản phẩm và dịch vụ hàng đầu Việt Nam" do người tiêu dùng bình chọn được tổ chức dưới sự bảo trợ của Bộ Công Thương.
- Năm 2011-2014, Điện Quang đứng trong Top 500 doanh nghiệp tư nhân lớn nhất Việt Nam do VNR tổ chức dựa theo kết quả nghiên cứu và đánh giá độc lập theo chuẩn mực quốc tế của công ty Vietnam Report.
- Năm 2012-2013-2014, Điện Quang nhận giải thưởng cúp vàng, huy chương vàng Vietbuild chất lượng sản phẩm ngành xây dựng - Vật liệu xây dựng và trang trí nội ngoại thất do Bộ Xây dựng trao tặng.
- Năm 2012, Điện Quang vinh dự nhận giải thưởng Top 20 sản phẩm Vàng tiêu biểu nhất Việt Nam do hội sở hữu trí tuệ Việt Nam trao tặng.
- Năm 2013, Điện Quang nhận giải thưởng Thương hiệu mạnh Việt Nam do Thời Báo Kinh tế Việt Nam trao tặng.
- Năm 2013, 2014 Điện Quang liên tiếp được nhận bằng khen "đơn vị đã có nhiều đổi mới, sáng tạo góp phần thúc đẩy hoạt động sản xuất kinh doanh" do Bộ Khoa học và Công nghệ trao tặng.
- Năm 2014, Điện Quang nằm trong Top 500 doanh nghiệp nộp thuế thu nhập lớn nhất Việt Nam.
- Top 50 công ty niêm yết tốt nhất Việt Nam năm 2015 do Forbes bình chọn.[1]
- 2003-2014: Giải Sao vàng đất Việt.[2]
- Năm 2016: Top 200 DN doanh thu dưới 1 tỷ USD tốt nhất Châu Á [3][4]

## Quy mô
- Số lượng nhà máy: 5 (1 tại Venezuela)
- Sản phẩm: 1000+, với ~320 sản phẩm LED.[5]
- Doanh thu:
  - 2010: 646 tỷ đồng[6]
  - 2013: 914 tỷ đồng[6]
- Lợi nhuận: 
  - 2011: 39,19 tỷ đồng[2]
  - 2013: 121 tỷ đồng[2]
- Số lượng nhân viên:?

## Vi phạm về thuế: truy thu và bị phạt
Ngày 12 tháng 12 năm 2015, Tổng cục Thuế đã điều chỉnh và yêu cầu truy thu hơn 548,1 triệu đồng tiền thuế của Công ty cổ phần bóng đèn Điện Quang. Trong đó truy thu thuế GTGT hơn 21,8 triệu đồng, truy thu thuế TNDN gần 338 triệu đồng. Ngoài ra, thuế GTGT còn khấu trừ cuối năm 2014 chuyển kỳ sau giảm 361,29 triệu đồng. Điện Quang còn bị phạt hơn 188,5 triệu đồng do kê khai sai dẫn tới thiếu số thuế phải nộp và tiền chậm nộp tiền thuế.